# The Dave Brubeck Quartet

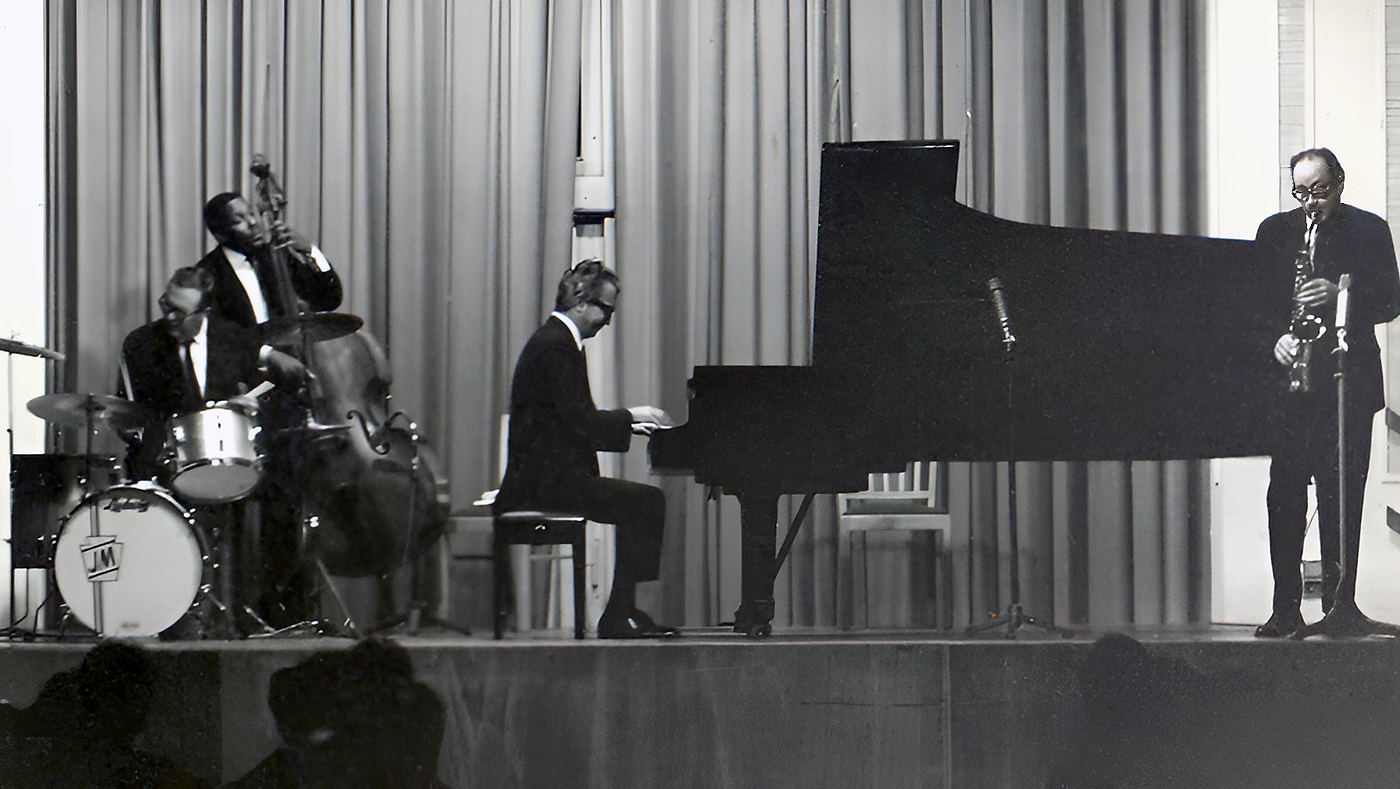
Dave Brubeck Quartet i Frankfurt, 1967.

The Dave Brubeck Quartet var en nordamerikansk jazzkvartett, grundad 1951 av Dave Brubeck med Paul Desmond på saxofon och Brubeck på piano. De spelade under en lång period på San Franciscos nattklubb Black hawk och gav ut en rad album med titlar som Jazz at Oberlin, Jazz Goes to College och Jazz Goes to Junior College. 
Från 1958 fram till gruppens upplösning 1967 utgjordes bandets fasta medlemmar av den så kallade "Classic Quartet", bestående av Brubeck, Desmond, Joe Morello på trummor och Eugene Wright på kontrabas. 1959 gav Dave Brubeck Quartet ut succéalbumet Time Out, ett album som deras skivbolag Columbia Records var begeistrade över men tveksamma att ge ut. Albumet innehöll nya taktarter inom jazz (albumet innehöll "Take Five", "Blue Rondo à la Turk" och "Pick Up Sticks") och sålde snabbt platina. 
Kvartetten följde upp sin succé med flera album i samma anda, inklusive Time Further Out, Time in Outer Space, och Time Changes. Dessa album var också kända för de samtida målningar som prydde skivomslagen: verk av Neil Fujita på Time Out, av Joan Miró på Time Further Out, av Franz Kline på Time in Outer Space, och av Sam Francis på Time Changes. En betydelsefull punkt för gruppen var deras klassiska livealbum At Carnegie Hall från 1963.
The Dave Brubeck Quartet upplöstes 1967. De återförenades 1976 inför 25-årsjubileet av bandets ursprungliga bildande.

## Diskografi (i urval)
- 1953 - Jazz at the College of the Pacific
- 1953 - Jazz at Oberlin
- 1954 - Jazz Goes to College
- 1959 - Time Out
- 1961 - Time Further Out
- 1962 - Countdown Time in Outer Space
- 1964 - Jazz Impressions of Japan
- 1964 - DBQ In Berlin
- 1966 - Dave Brubeck's Greatest Hits
- 1966 - Time In
- 1966 - Jackpot (live)
- 1968 - Adventures in Time
- 1976 - DBQ 25th Anniversary Reunion
- 2001 - Vocal Encounters

## Medlemmar genom tiderna
| 1951–1956 | 1956–1958 | 1958–1967                                                                                          |  |
| --- | --- | -------------------------------------------------------------------------------------------------- |  |
| - Dave Brubeck: piano - Paul Desmond: altsaxofon - Bob Bates: kontrabas - Joe Dodge: trummor | - Dave Brubeck: piano - Paul Desmond: altsaxofon - Bob Bates: kontrabas - Joe Morello: trummor                                                                                            | - Dave Brubeck: piano - Paul Desmond: altsaxofon - Eugene Wright: kontrabas - Joe Morello: trummor |  |
| 1968–1972 | 1972–1976 | 1976–1976                                                                                          |  |
| - Dave Brubeck: piano - Gerry Mulligan: barytonsaxofon - Jack Six: kontrabas - Alan Dawson: trummor + - Paul Desmond: altsaxofon | - Dave Brubeck: piano - Darius Brubeck: piano, elpiano - Chris Brubeck: bastrombon, kontrabas, elbas - Dan Brubeck: trummor + - Paul Desmond: altsaxofon - Gerry Mulligan: barytonsaxofon | - Dave Brubeck: piano - Paul Desmond: altsaxofon - Eugene Wright: kontrabas - Joe Morello: trummor |  |
| 1977–2006 | | |  |
| - Dave Brubeck: piano - Darius Brubeck: piano, elpiano - Chris Brubeck: bastrombon, kontrabas, elbas - Dan Brubeck: trummor + - Matthew Brubeck: cello - Bill Smith: klarinett - Bobby Militello: altsaxofon, tenorsaxofon, flöjt - Jack Six: kontrabas - Randy Jones: trummor | | |  |